# 南开大学新闻与传播学院
南开大学新闻与传播学院，位于南开大学津南校区复建的秀山堂，前身是2000年设立的南开大学文学院传播学系，可以追溯至1984年设立的南开大学中文系“编辑（出版）学”本科专业。2021年10月17日，南开大学新闻与传播学院正式成立，包含原文学院下设传播学系，刘亚东为首任院长。

## 历史沿革
1984年，南开大学在中文系开办“编辑（出版）学”本科专业。2000年，南开大学设立南开大学文学院传播学系。2019年9月24日，校方研究决定决定组建“南开大学新闻传播学院”，并任命长江韬奋奖获得者、科技日报原总编辑刘亚东为新闻传播学院首任院长。
2021年10月17日，经过两年多时间的筹建，南开大学新闻与传播学院正式成立，包含原文学院下设传播学系，刘亚东为首任院长。
2023年，学院设立中国首批出版专业博士学位授权点。